# Hessische Hausstiftung
La Hessische Hausstiftung, auparavant connue sous le nom de Kurhessische Hausstiftung, est la fondation familiale de la maison de Hesse. Créée en 1928 et basée à Kronberg im Taunus, dans le land de Hesse, la Hessische Hausstiftung gère le patrimoine issu des anciens landgraves, électeurs et grands-ducs de Hesse. Elle a également pour but de préserver la mémoire des membres de l'ancienne famille princière.

## Origines
En 1830-1831, l'électeur Guillaume II de Hesse-Cassel crée un fidéicommis auquel il intègre les propriétés de sa famille. Il établit ainsi une distinction entre les propriétés de la couronne de Hesse et celles de la dynastie. Après la guerre austro-prussienne de 1866, le royaume de Prusse annexe l'Électorat de Hesse et confisque le fidéicommis familial. Le traité de Prague rend les domaines attachés au fidéicommis à l'électeur Frédéric-Guillaume Ier mais ceux-ci sont à nouveau mis sous séquestre à cause des intrigues politiques de l'ancien souverain. 
À sa mort en 1875, ils sont cependant rendus à son cousin et héritier, le landgrave Frédéric de Hesse-Cassel. Celui-ci reçoit alors le Fuldaer Stadtschloss (de), le schloss Fasanerie, le schloss Philippsruhe, le château de Wilhelmsbad, le palais Bellevue et le Jagdschloss Wabern (de). Le prince reçoit en outre les bijoux de sa famille. Dans ces conditions, le landgrave Frédéric peut créer un nouveau fidéicommis en 1878. Outre les domaines précédemment cités, le landgrave y attache des biens hérités des Hesse-Cassel-Rumpenheim comme le château de Rumpenheim et le château de Panker.

## La fondation actuelle
Après la Première Guerre mondiale et le renversement des monarchies allemandes, la constitution de la République de Weimar abolit les fidéicommis. En 1928, le landgrave Alexandre-Frédéric de Hesse-Cassel crée donc la Kurhessische Hausstiftung dans le but d'assurer la pérennité des biens de sa famille et d'en faciliter la gestion.
Après la Seconde Guerre mondiale, la Kurhessische Hausstiftung connaît de graves difficultés financières et doit vendre plusieurs des propriétés de la maison de Hesse : Philippsruhe en 1950, Bellevue en 1956 et Rumpenheim en 1965. En revanche, elle acquiert un vignoble (de) situé dans le Rheingau. Dans le même temps, la fondation transforme certaines propriétés de la famille en hôtels de luxe. C'est particulièrement le cas de Friedrichshof, qui devient le château-hôtel de Kronberg.
En 1960, le grand-duc Louis de Hesse-Darmstadt, qui n'a pas d'enfant, adopte le prince Maurice de Hesse-Cassel et unit ainsi les deux branches de la maison de Hesse, séparées depuis 1567. Après la mort du grand-duc, de nouveaux domaines sont intégrés dans la Kurhessische Hausstiftung, parmi lesquels le schloss Wolfsgarten.
En 1986, la Kurhessische Hausstiftung prend le nom de Hessische Hausstiftung. Elle gère aujourd'hui une importante collection d'art dont la pièce maîtresse a longtemps été La Vierge et l'Enfant avec la famille du bourgmestre Meyer d'Hans Holbein le Jeune. En 2011, cependant, la fondation a été contrainte de vendre cette œuvre dans le but de s'acquitter de différentes dépenses.

## Galerie photos

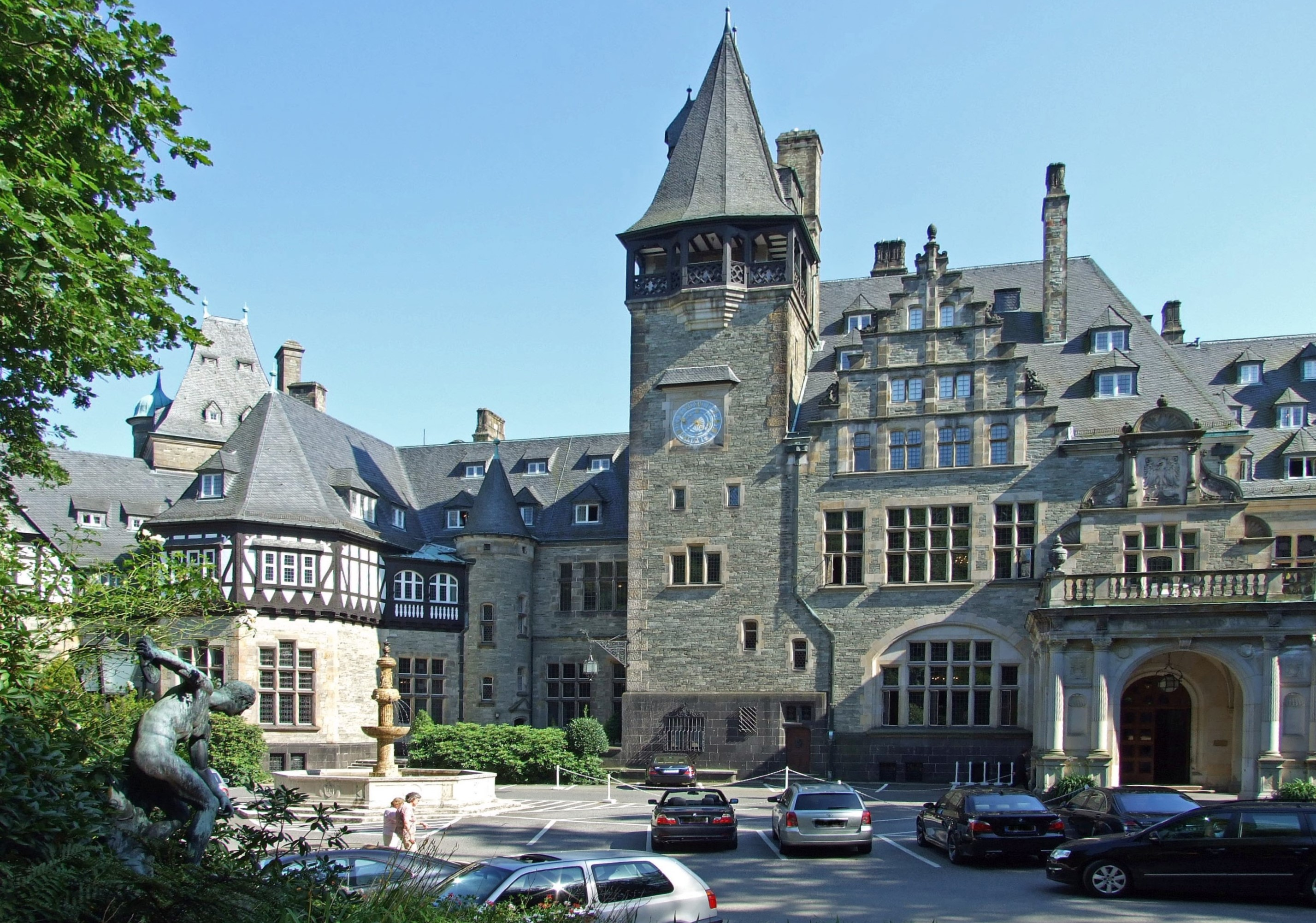
Friedrichshof.
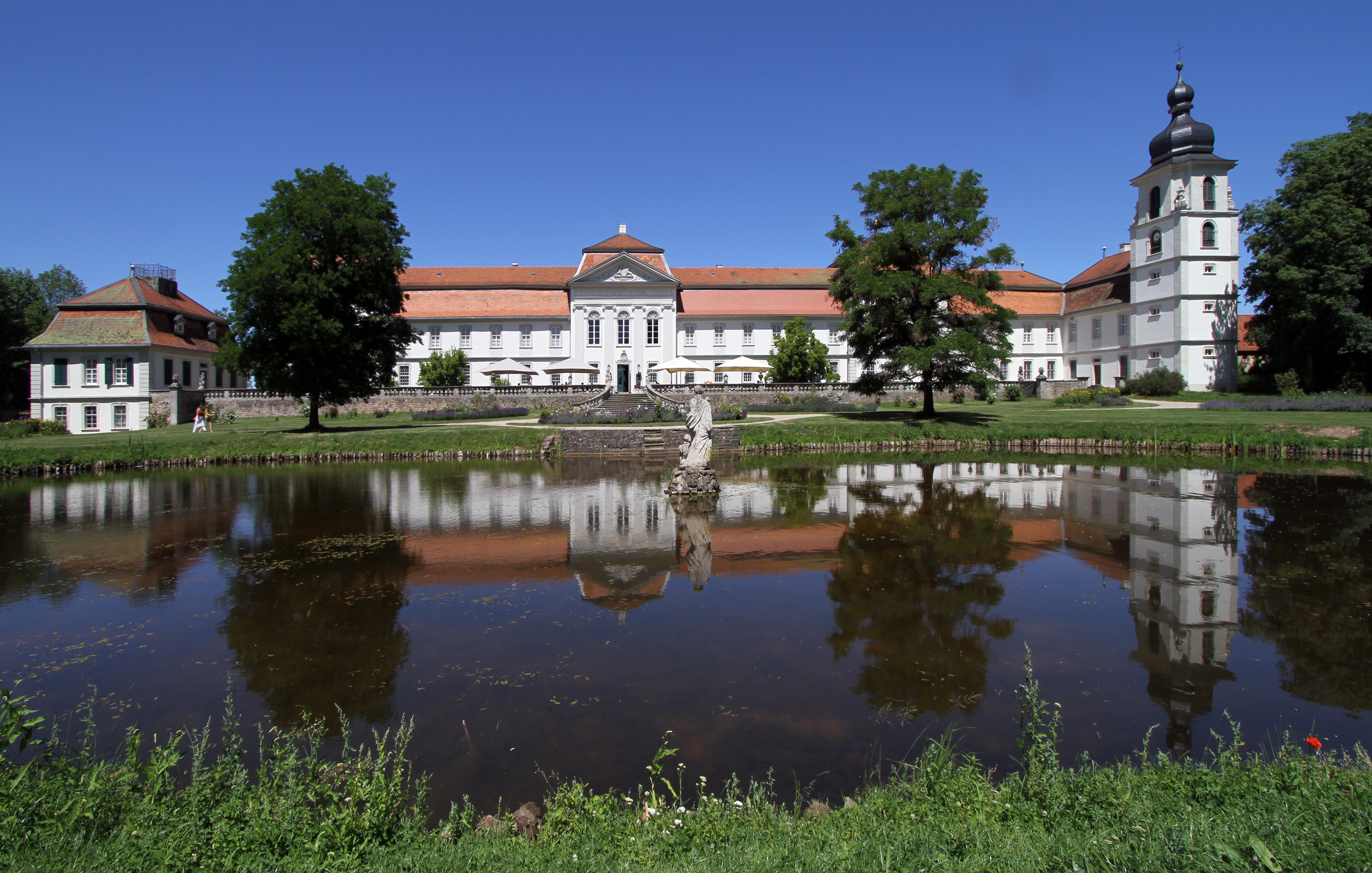
Fasanerie.
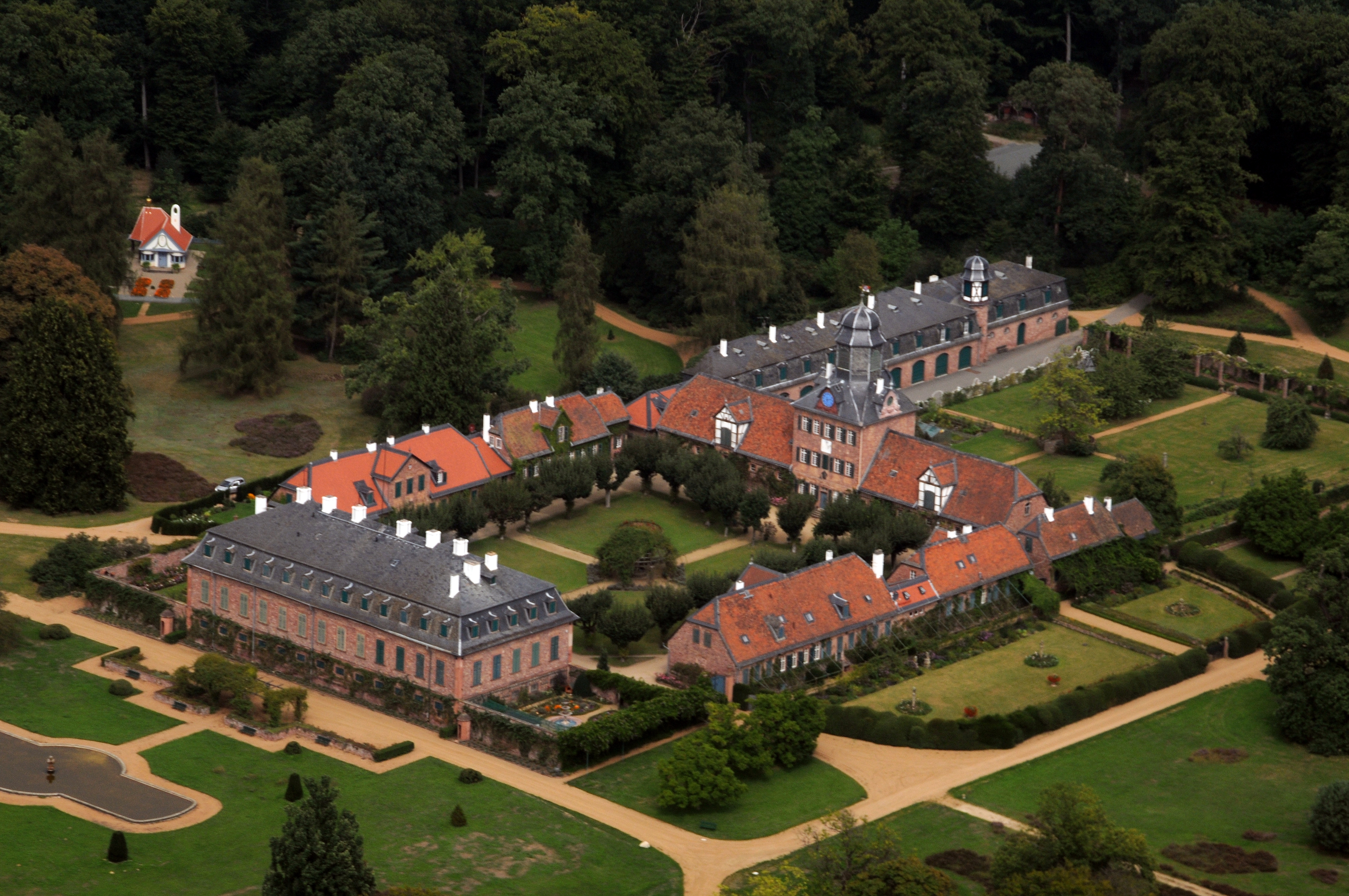
Wolfsgarten.
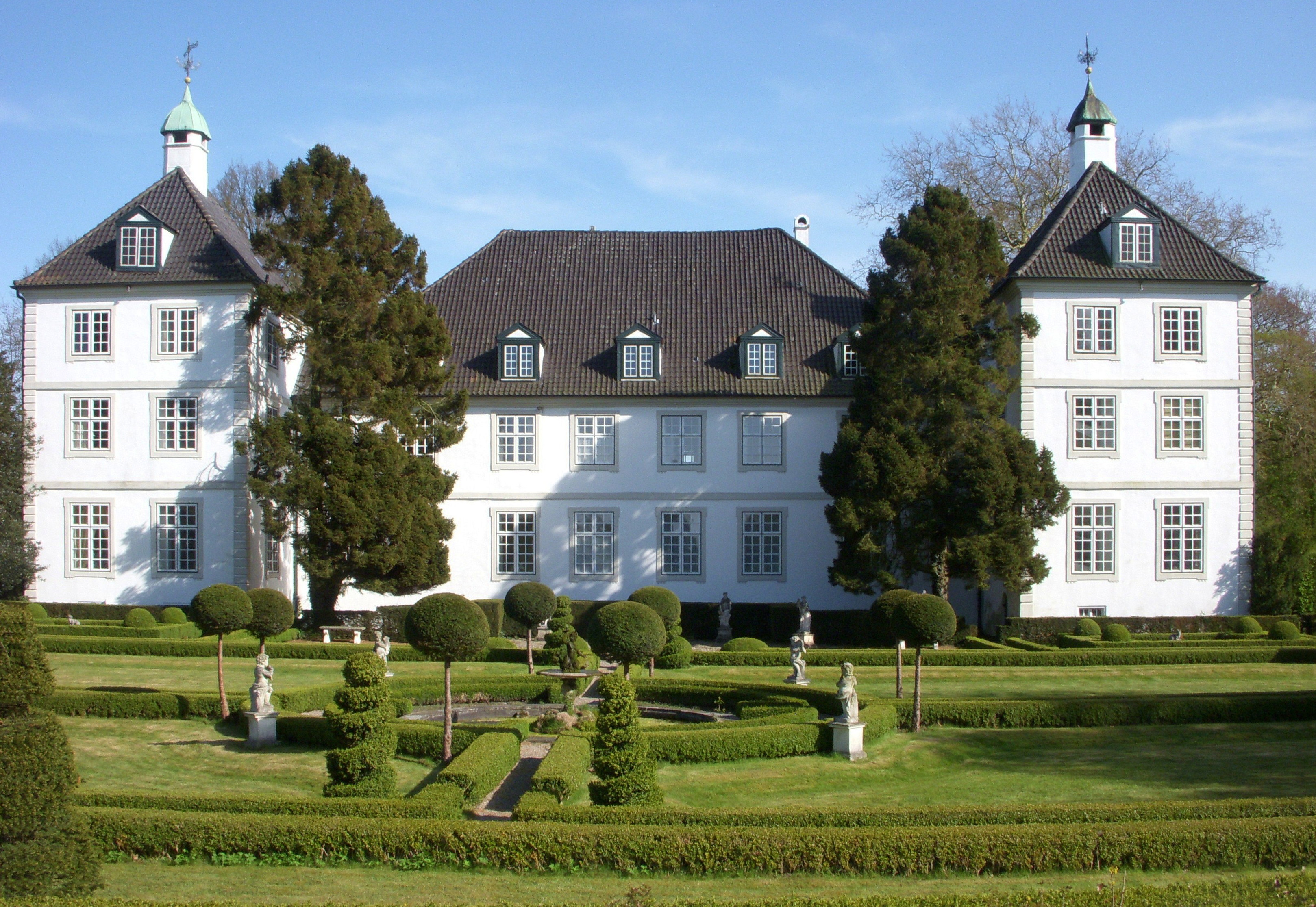
Gut Panker.
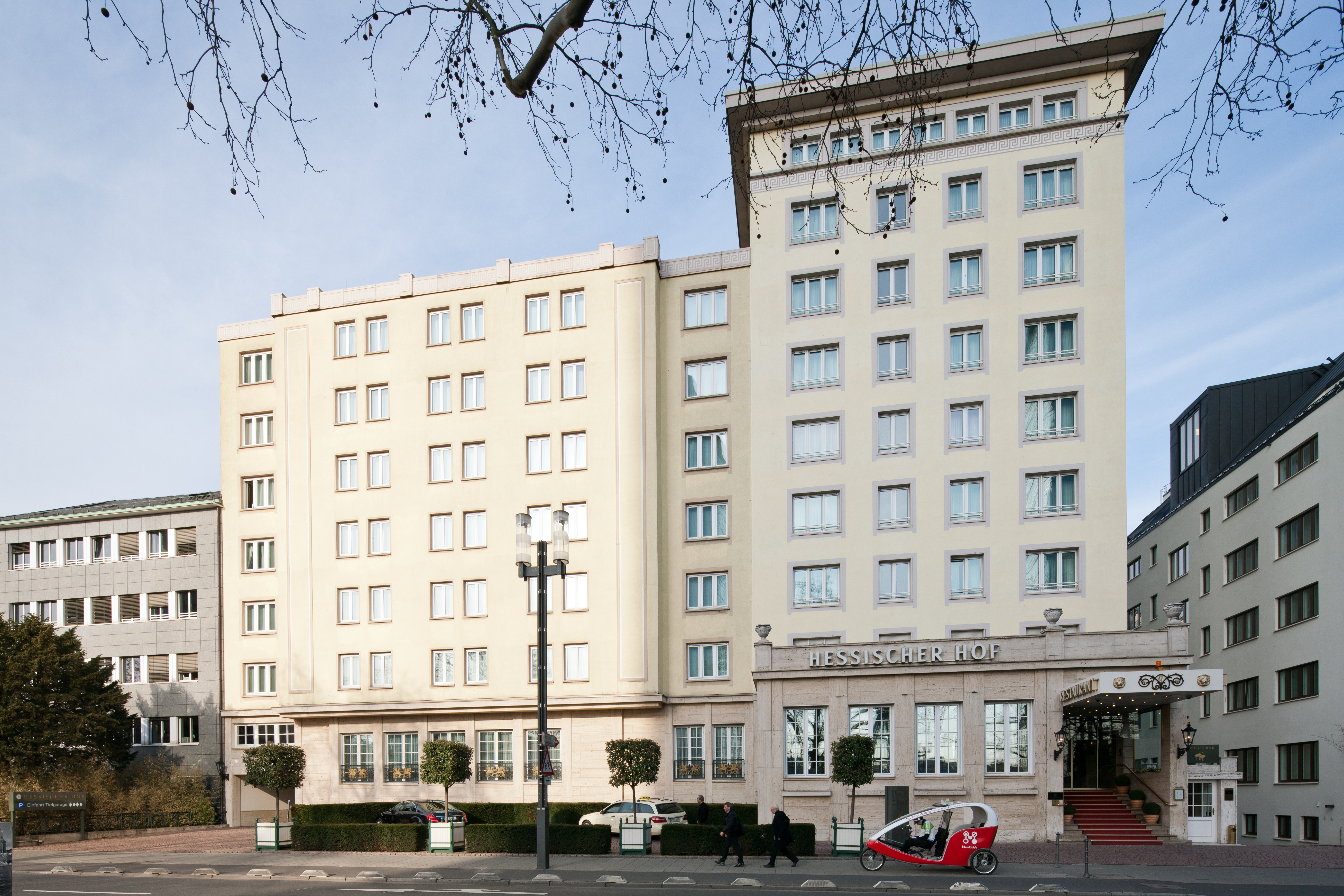
Hessischer Hof.